# کریستین راب
کریستین راب (انگلیسی: Christian Rub؛ ۱۳ آوریل ۱۸۸۶ – ۱۴ آوریل ۱۹۵۶) یک هنرپیشه اهل آلمان بود.

## فیلم‌شناسی
از فیلم‌ها یا برنامه‌های تلویزیونی که وی در آن نقش داشته است می‌توان به یکصد مرد و یک دختر، ناخداهای دلیر، والس بزرگ، پینوکیو و به دلت بد نیار اشاره کرد.